# Furstendömet Abkhazien

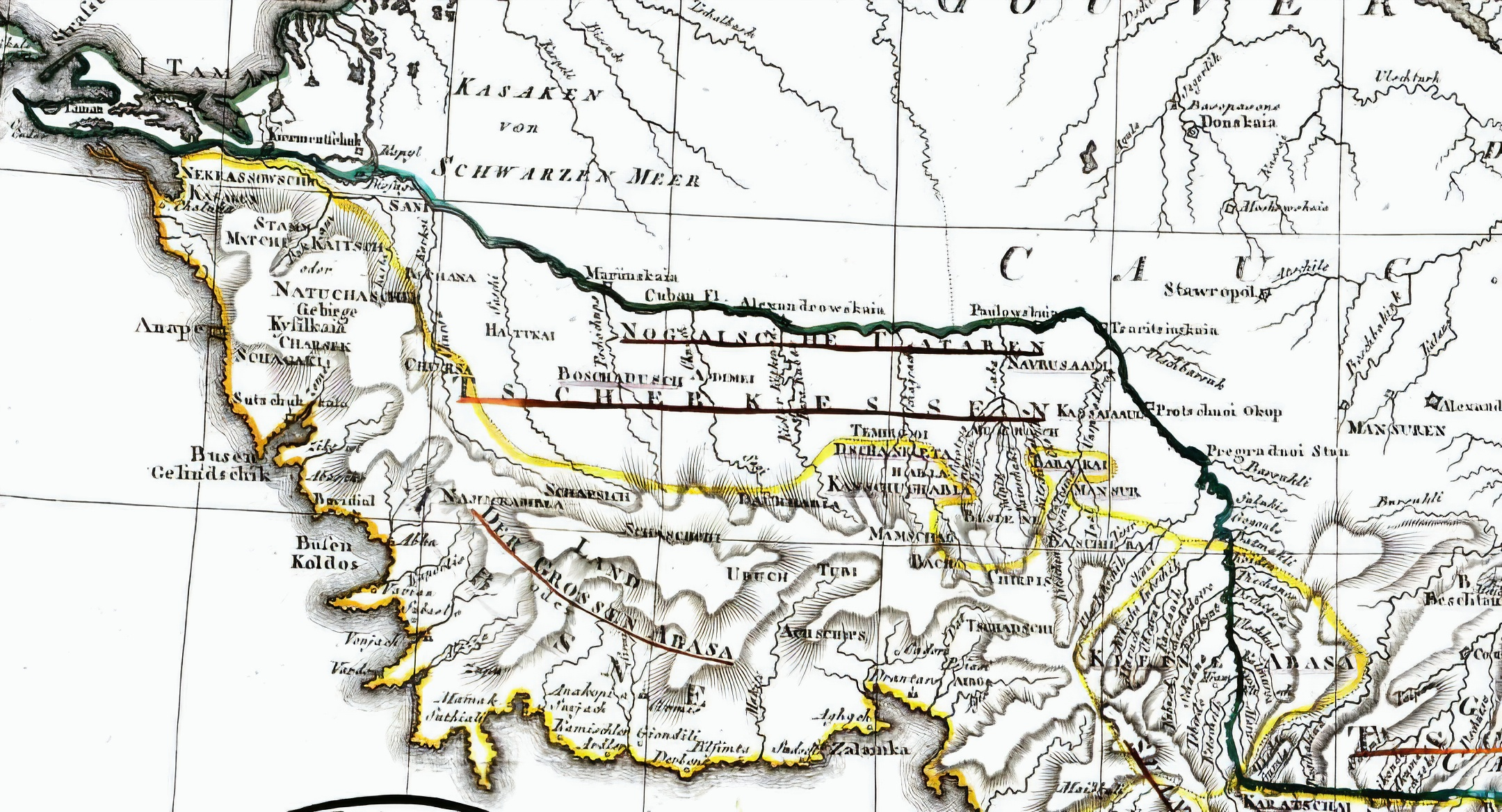
territorier på kartan över staten Apsny, det officiella namnet på Furstendömet 1810 år

Furstendömet Abkhazien var en historisk monarki som låg i nuvarande Abchazien mellan 1400 och 1864.
Det uppgick i Ryssland 1864.